# L'Année du bac
Pour plus de détails, voir Fiche technique et Distribution.
L'Année du bac est un film français réalisé par Maurice Delbez et José-André Lacour, sorti en 1964.
Ce film est tiré de la pièce de théâtre L'Année du bac qui traite du conflit des générations. Cette œuvre, créée à Paris en 1958, est adaptée en douze langues et jouée plus de 2 500 fois à travers le monde.

## Fiche technique
- Titre : L'Année du bac
- Autre titre : Graduation Year (titre en anglais pour l'international)
- Réalisation : Maurice Delbez et José-André Lacour
- Scénario et adaptation : Maurice Delbez et José-André Lacour
- Production : Andrée Gautier
- Distributeurs et producteurs : Bertho Films, Carlton Film Export, Compagnie Industrielle et Commerciale Cinématographique (CICC - Raymond Borderie)
- Musique : Claude Carrère
- Chansons : un titre interprété par Sheila (Cette année-là)
- Image : Andréas Winding
- Lieu de tournage : nombreuses scènes tournées à Senlis (60) en particulier dans et devant l'église Saint-Aignan de Senlis.
- Pays d'origine : France
- Langue: Français
- Format : 35 mm, Noir et blanc
- Son : Mono
- Genre : Drame
- Durée : 94 minutes
- Date de sortie : 12 février 1964
- Visa d'exploitation : 27792 (délivré le 13 juin 1963)

## Distribution
- Jean Desailly : M. Terrenoire
- Simone Valère : Mme Terrenoire
- Paul Amiot : le général
- Jacques Rispal : le prof Cachou
- Yvette Étiévant : Mme Cathou
- Bernard Murat : Mic
- Jean-Claude Mathieu : Jacques
- Francis Nani : Petit Cachou
- Michel Tureau : Giacomo
- Catherine Lafond : Nicky
- Élisabeth Wiener : Evelyne
- Joëlle Bernard : la fille du Rendez-vous des chasseurs
- Robert Vidalin : Maclou
- Anne Libert
- Sheila : elle-même